# 변영로
변영로(卞榮魯, 1898년 6월 27일(음력 5월 9일) ~ 1961년 3월 14일)는 대한민국의 시인이며, 동아일보 기자, 성균관대학교 영문과 교수 등을 역임한 영문학자이다. 본관은 밀양(密陽)이다. 형은 법조인 변영만(卞榮晩)과 국무총리를 지낸 변영태(卞榮泰)이다. 본명은 변영복(卞榮福)이었으나, 나중에는 영로(榮魯)라는 이름을 주로 썼고, 61세가 되던 1958년이 되어서야 변영로로 정식 개명하였다. 호는 수주(樹州)이다.

## 생애
원적지였던 경기도 부평도호부 하오정면 고리동(지금의 경기도 부천시 오정구 고강동 313번지)이며, 한성부 남서 회현방에서 출생하였다.
서울 재동·계동 보통학교를 졸업하고, 1910년 사립 중앙학교에 입학하였으나 1912년 자퇴하고, 1915년 조선중앙기독교청년회학교 영어반에 입학하여 3년 과정을 6개월 만에 마쳤다.
1918년 『청춘(靑春)』에 영시 「코스모스(Cosmos)」를 발표하면서부터 시인으로 활동하였다. 1919년에 독립선언서를 영문으로 번역하였다. 1920년에 《폐허(廢墟)》, 1921년에는 《장미촌(薔薇村)》 동인으로 참가하였으며, 『신민공론(新民公論)』 주필을 지냈다. 신문학 초창기에 등장한 신시의 선구자로서, 압축된 시구 속에 서정과 상징을 담은 기교를 보였다. 민족 의식을 시로 표현하고 수필에도 재능이 있었다.
1923년에 이화여자전문학교 강사로 부임하여 활동하였다.
1931년 미국으로 유학을 가 캘리포니아 새너제이 주립 대학교 영어영문학과를 중퇴하였다.
1933년 동아일보 기자, 1934년 『신가정(新家庭)』 주간을 지내다 광복 뒤 1946년에 성균관대학교 영문과 교수, 1950년에 해군사관학교 영어교관을 역임하였다. 1951년 제2회 서울시 문화상을 수상했다.
1953년에 대한공론사(大韓公論社) 이사장에 취임하여 영자 일간지를 발간하였다. 1955년 제1대 한국 펜클럽 회장에 선출되어 제27차 비엔나국제펜클럽대회에 한국대표로 참석하였다.
1961년 3월 14일 인후암으로 사망하였다.

## 가족
- 할아버지: 변해영(卞海永)
  - 아버지: 변정상(卞鼎相)
    - 형: 변영만(卞榮晩, 1889년 음력 6월 23일 ~ 1954년)
    - 형: 변영태(卞榮泰, 1892년 12월 15일 ~ 1969년 3월 10일)
- 부인(사별): 평창 이씨 이흥순(李興順)
- 부인(재혼): 남원 양씨 양창희(梁昌姬)

## 학력
- 경성 재동보통학교(前) → 경성 계동보통학교 졸업
- 경성 중앙고등보통학교 중퇴
- 경성 YMCA 영어학교 졸업
- 미국 새너제이 주립 대학교 영어영문학과 중퇴

## 경력
- 1923년 이화여자전문학교 강사
- 1933년 동아일보 기자
- 1946년 성균관대학교 영문과 교수
- 1950년 해군사관학교 영어교관
- 1955년 국제펜클럽 한국본부 위원장

## 작품
대표작으로 〈논개〉, 〈사벽송〉 등이 있고, 수필집 《명정 40년》 등이 있다.

## 유행어와 뜻
"술이라 하면 수주(변영로)를 뛰어넘을 자가 없고 담배라 하면 공초(오상순)를 뛰어넘을 자가 없다."라는 유행어가 한때 1950년대 중반에 서울 항간에서 난무했는데 이는 당시 시인 수주 변영로(樹州 卞榮魯)가 알아주는 애주가였고 시인 공초 오상순(空超 吳相淳)이 알아주는 애연가였다는 것을 알 수 있다.

## 일화
- 시인 수주 변영로가 자신의 단골 주점인 《은성》 주인 이명숙의 아들 최불암이 서라벌예술대학에 합격하자 막걸리잔을 내빌고 술을 한잔 주었다. 하지만 최불암이 막걸리잔에 뜬 술지게미는 손으로 걷어서 내버리자, 변영로는 이놈이 음식을 함부로 버린다고 화를 내며 즉석에서 귀뺨을 후려쳤다 한다.
- 변영로는 동창이자 절친인 윤치영과 함께 중학교 수업이나 YMCA 학당 강의를 빼먹고 땡땡이를 치는 일이 자주 있었다. 한번은 이를 본 중앙중학교 교사이자 YMCA 학당 강사인 월남 이상재가 변영로 일행이 있는 곳을 보고는 변정상씨, 변정상씨 하고 계속 불렀다. 화가난 변영로가 이상재에게 선생님 치매걸리셨습니까? 왜 남의 아버지 이름을 부르십니까? 하자 이상재는 변정상이 내 친구이다. 그런데 네가 변정상의 씨가 아니면 다른 사람의의 씨란 말이냐? 라고 답했다 한다. 이상재의 기지는 변정상의 회고록과 이를 지켜본 윤치영의 자서전에 모두 기록되어 있다.

## 인맥
중앙학교 동창이던 윤치영과는 평생의 친구로 사귀었다.

## 변영로를 연기한 배우
- 김병기 - 2004년 EBS 드라마 《명동백작》

## 같이 보기
- 수주로